# رادهبرغ
رادبرغ (بالألمانية: Radeberg) هي بلدة ألمانية و Grosse Kreisstadt تقع في ألمانيا في ساكسونيا. يقدر عدد سكانها بـ 18,769 نسمة .

## المدن التوأمة
مدن غارشينغ باي مونيخ و Neratovice هي مدن توأمة لـرادبرغ.

## أعلام
- أرهارد فيشر